# Traubenkörner

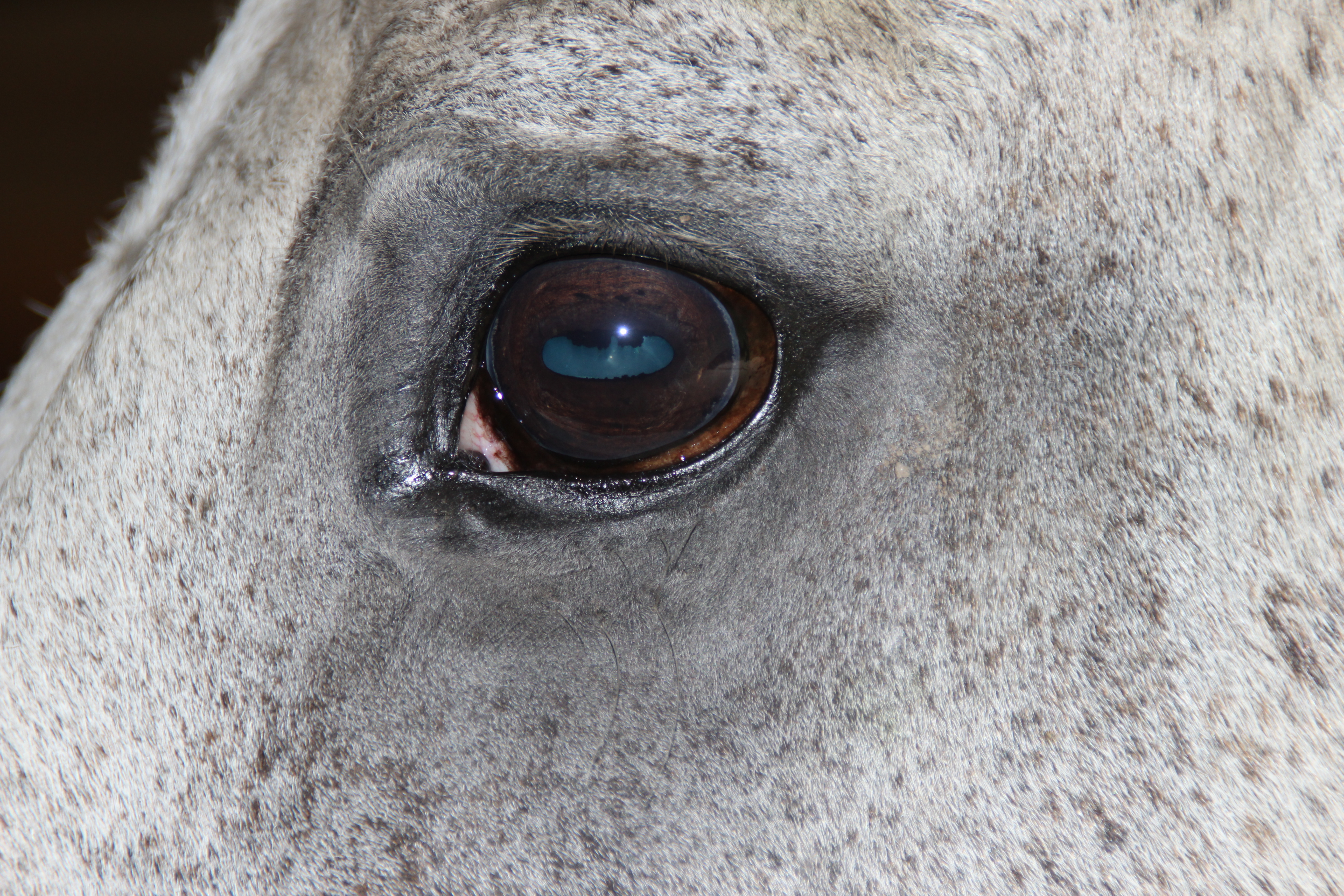
Auge eines Pferdes mit zwei deutlichen Traubenkörnern am oberen Pupillenrand

Als Traubenkörner (Granula iridis) bezeichnet man stark pigmentierte Bildungen am Pupillenrand bei Pferden und Wiederkäuern. Es handelt sich um kapillarreiche, unregelmäßige und an Körner erinnernde Strukturen der Regenbogenhaut, die am markantesten am oberen Pupillenrand sind. Sie scheinen an der Bildung des Kammerwassers beteiligt zu sein und könnten, ähnlich wie eine Markise, auch als Blendschutz gegen von oben einfallendes Licht dienen. Bei Pferden haben Traubenkörner ein individuelles Aussehen. Ihre Zahl, ihre Größe und ihre Form können daher als Identitätsmerkmal herangezogen werden.